# Ангара
Ангара́ — річка в Іркутській області і Красноярському краї Росії, права і найбагатоводніша притока Єнісею. Довжина 1 779 км, площа басейну 1 039 тисяч км², середні витрати у верхів'ї — 1 730 м³/с (біля села Нікола), в нижній течії — 4 400 м³/с (біля селища Татарка). Єдина річка, що витікає з озера Байкал.

## Географія
Басейн Ангари займає південну частину Середньо-Сибірського плоскогір'я та північні схили Східного Саяну. Долина річки у верхній течії (до річки Оки) добре вироблена, 2—5 км завширшки, з стрімким (до 100 м висоти) лівим берегом. У середній течії Ангара входить в область трапів Середньо-Сибірського плоскогір'я, де її долина то розширюється, то звужується, в руслі виникають пороги та перекати. Найбільші пороги середньої течії: Братський, П'яний Бик, Падунський, Довгий, Шаманський. Довжина порогів від 1,3 до 5,5 км, середні похили від 0,00132 до 0,00547. Нижня течія Ангари (від річки Іліму) спокійніша, але й тут є пороги (Аплінський, Мурський, Стрєлковський). В середній та нижній течії багато островів. В басейні річки близько 6 тисяч озер загальною площею 37 427 км².
У зв'язку з асиметричністю басейну Ангари звужене правобережжя річки має небагато приток. Найбільші праві притоки: Ілім, Чадобець, Іркінєєва, Каменка, Ката, Куда, Оса, Іда; ліві — Іркут, Кітой, Біла, Ока з Ією, Кова, Мура і Тасєєва стікають зі Східного Саяну і є великими, повноводними річками. Водний режим Ангари визначається стоком озера Байкал та атмосферними опадами в басейні власне Ангари. Завдяки озерному живленню витрати Ангари у верхній і середній течії дуже рівномірні, порівнюючи з іншими великими річками Росії. Максимальні витрати Ангари перевищують мінімальні у 6—10 разів, Дніпра у 224 рази.
Хоча зима в басейні Ангари дуже холодна (середня температури січня від —16 до —36°), завдяки живленню теплими водами озера Байкал Ангара замерзає у верхній течії в середині січня, тобто на 1,5 місяця пізніше сусідніх річок, а в нижній течії — у 1-й декаді листопаду. Характерним для Ангари є утворення при замерзанні донного льоду та шуги, які нерідко забивають русло річки, утворюючи так звани зажори, і призводять до осінніх та зимових паводків.
В Ангарі водяться цінні породи промислових риб: стерлядь, осетер, харіус, миньок, нельма, таймень. Винятково багаті гідроенергоресурси Ангари, що дорівнюють гідроенергоресурсам Волги, Ками і Дніпра, разом узятих. На річці були побудовані чотири гідроелектростанції, які формують Ангарський каскад ГЕС (Іркутська ГЕС, Братська ГЕС, Усть-Ілімська ГЕС і Богучанська ГЕС з водосховищами). Ангара судноплавна від Іркутська до Братська і від гирла до села Богучани.
Річка судноплавна з розривами поблизу гребель. Головні міста на Ангарі: Іркутськ, Ангарськ, Братськ, Усольє-Сибірське, Свірськ. Інші великі населені пункти: Мегет, Балаганськ, Усть-Уда, Осиновка, Железнодорожний, Богучани, Мотигіно, Кулаково, Новоангарськ, Говоркова, Хребтовий, Шіверськ, Красногорьєвський, Грємучий, Стрєлка.

### Гідрологія
Витрата води біля істоку Ангари становить 1 855 м³/с, у Падуні (Братськ) — 2 814 м³/с, у Богучанах — 3 515 м³/с, у гирлі — 4 530 м³/с або близько 143 км³ на рік. За 46 років спостережень на гідропосту «Татарка» поблизу гирла мінімальне значення середньорічної витрати води склало 3 767 м³/с (1964 рік), максимальне (1995 рік) — 5 521 м³/с. Найбільша середньомісячний витрата спостерігалася у травні 1966 року і становила 12 600 м³/с. Основний стік зарегульований гідровузлами на річці, водосховища яких здійснюють сезонне і багаторічнє регулювання.

## Екологія
Концентрація промисловості на порівняно невеликій території, переважно на берегах річки Ангари, призводить до виникнення соціально-економічних проблем, серед яких основне значення має погіршення якості природних вод внаслідок скидів забруднених стічних вод. За обсягом таких вод басейн Ангари поступається тільки басейну Волги; всього 2-3 % стоків, що пройшли через очисні споруди, можна вважати нормативно очищеними.
В регіоні низька частка оборотного і повторного водопостачання; у багатьох містах очисні споруди перевантажені, працюють неефективно, будівництво нових майже припинилося, хоча нестача їх в ряді населених пунктів досить відчутна. В результаті зафіксовано забруднення річки та водосховищ багатьма хімічними та бактеріологічними інгредієнтами (нафтопродукти, феноли, органічні речовини, важкі метали, асфальтени та ін.)
Дуже велика концентрація забруднень у воді, донних відкладеннях, рибі, яка часто перевищує гранично допустимі норми у десятки, і навіть у сотні разів. Вже нижче Іркутська якість води у річці на різних ділянках оцінюється дуже низько (від помірно забруднених вод до сильно забруднених).

## Галерея

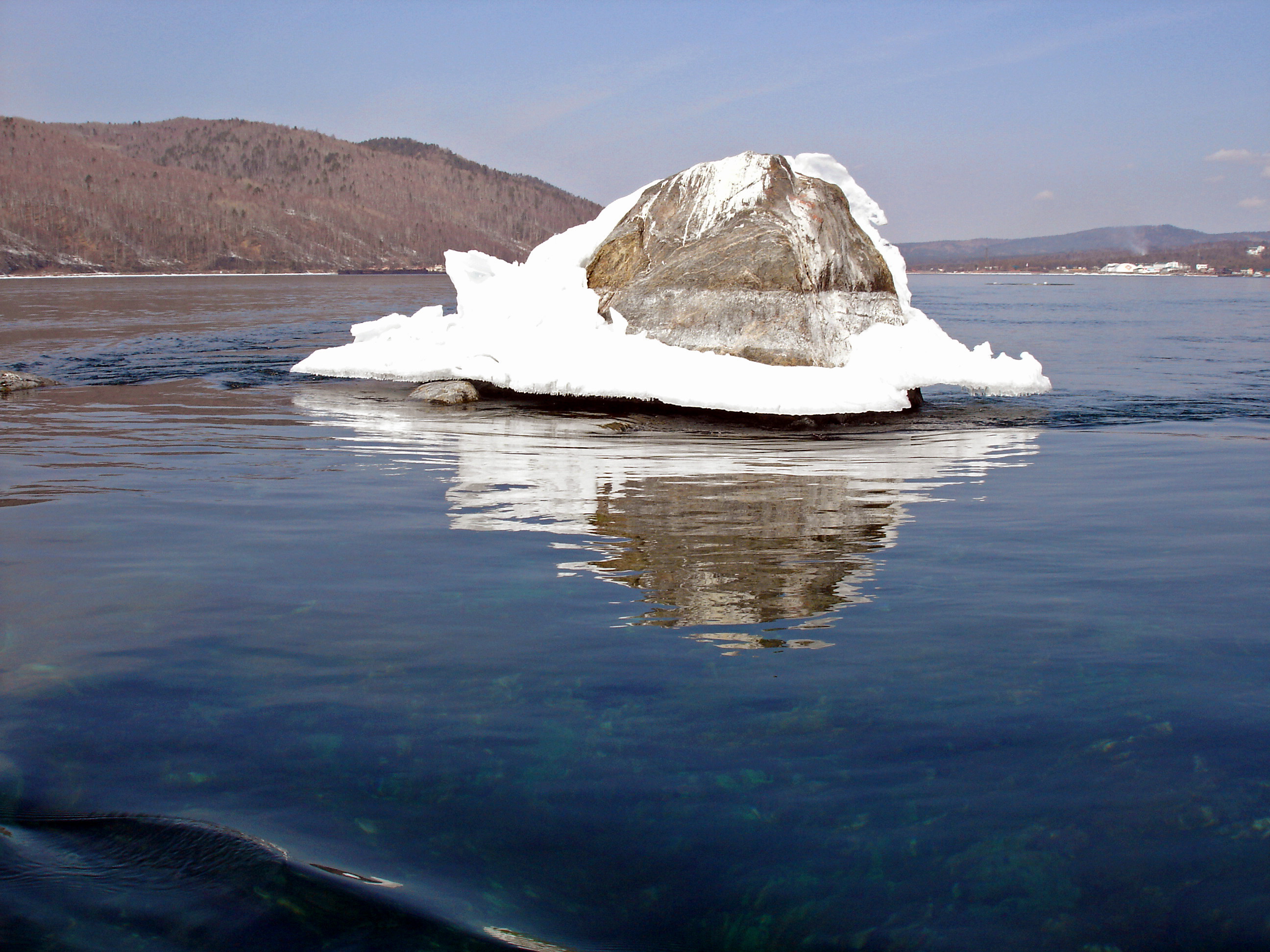
Шаман-Камінь відзначає кордон між озером Байкал і Ангарою
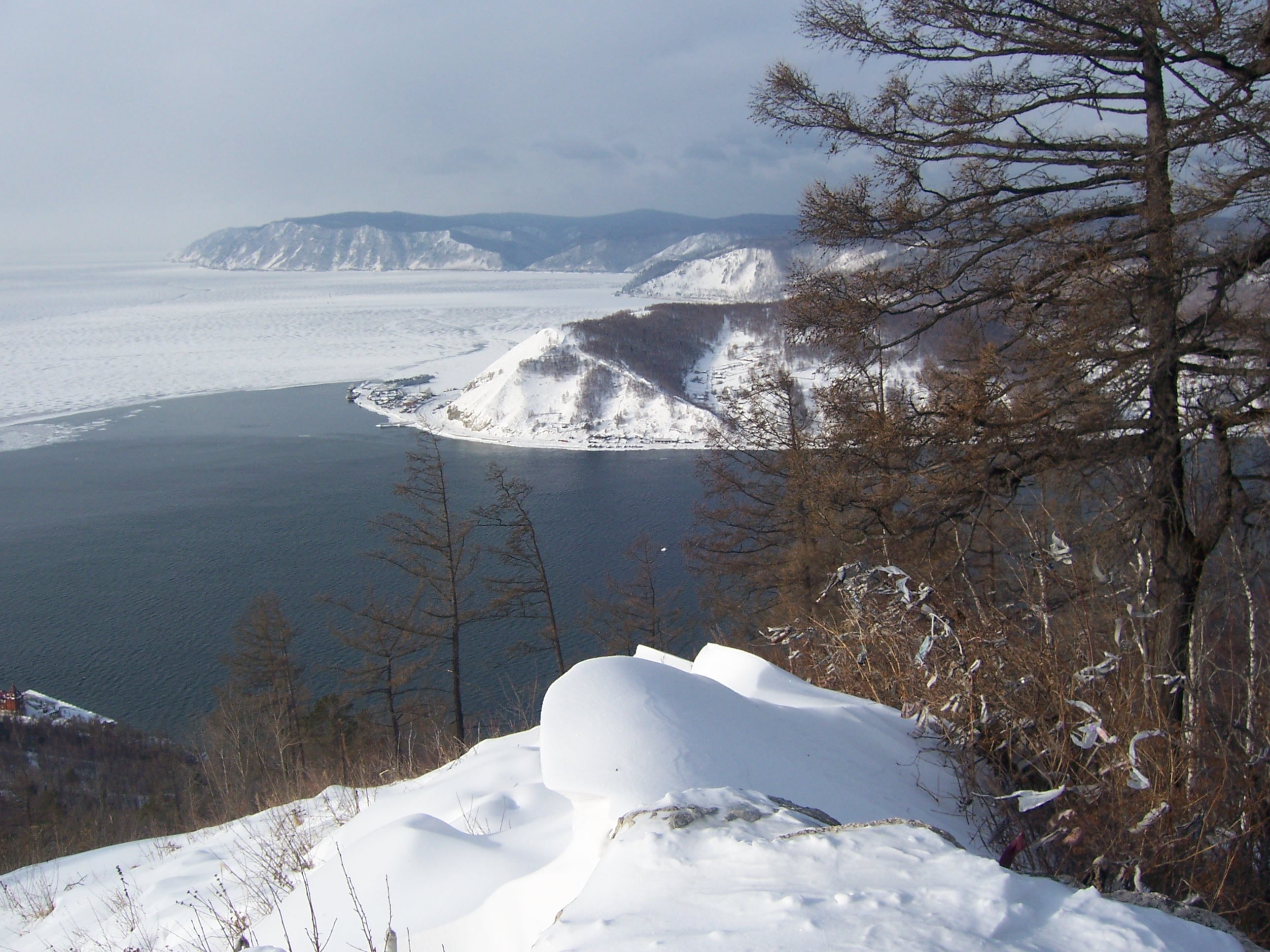
Ангара і озеро Байкал
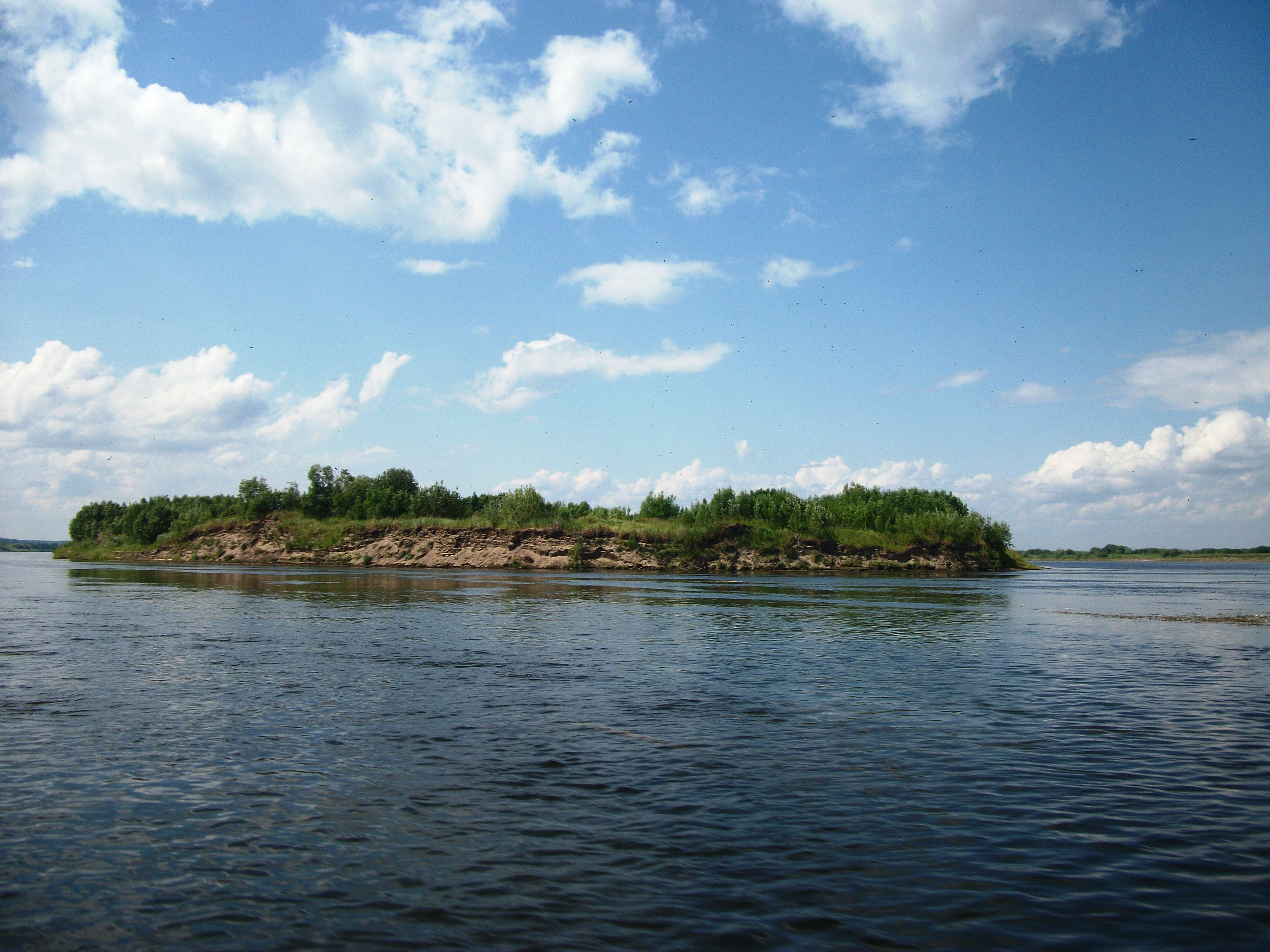
Острів на Ангарі
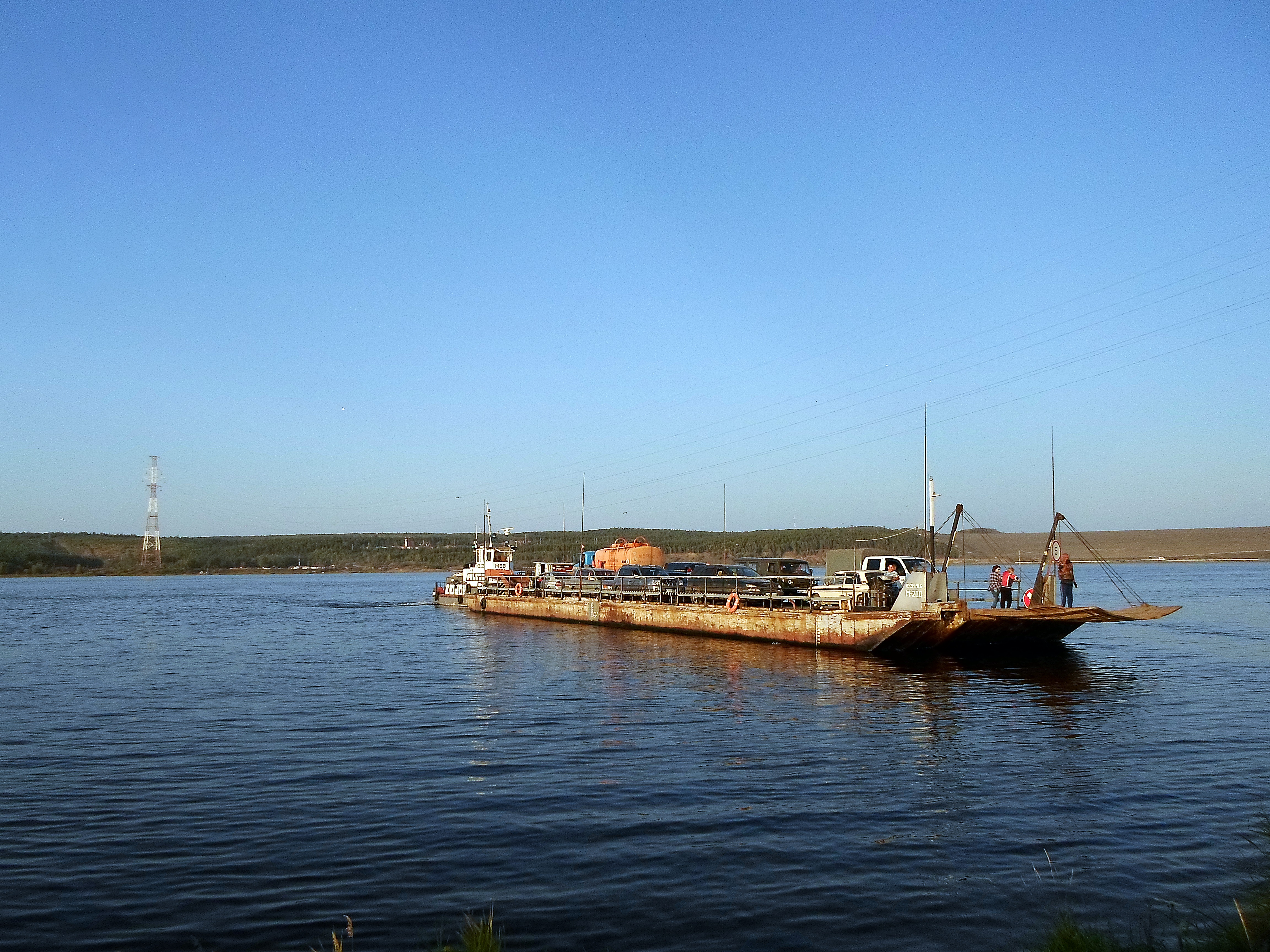
Пором на Ангарі
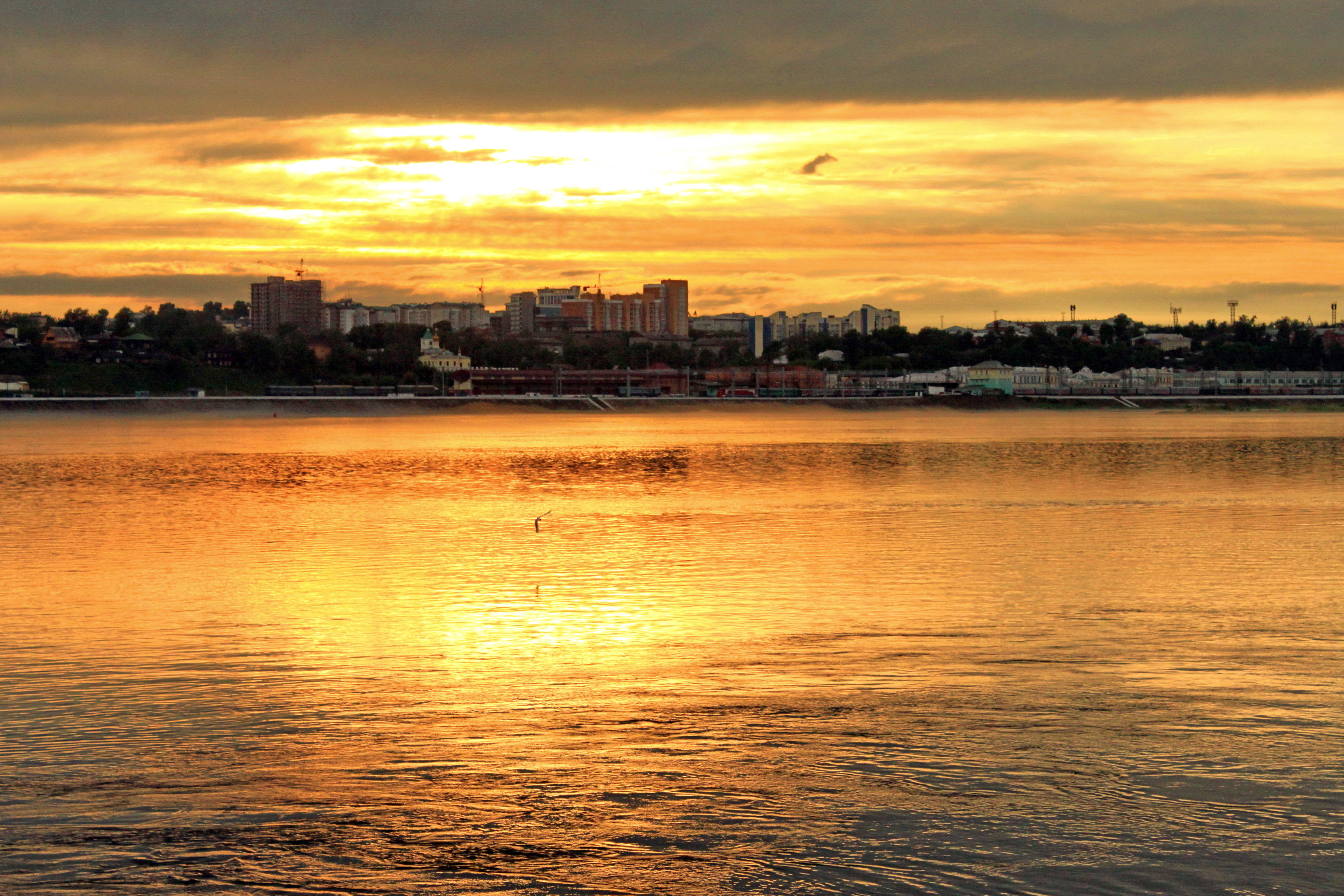
Ангара у Іркутську
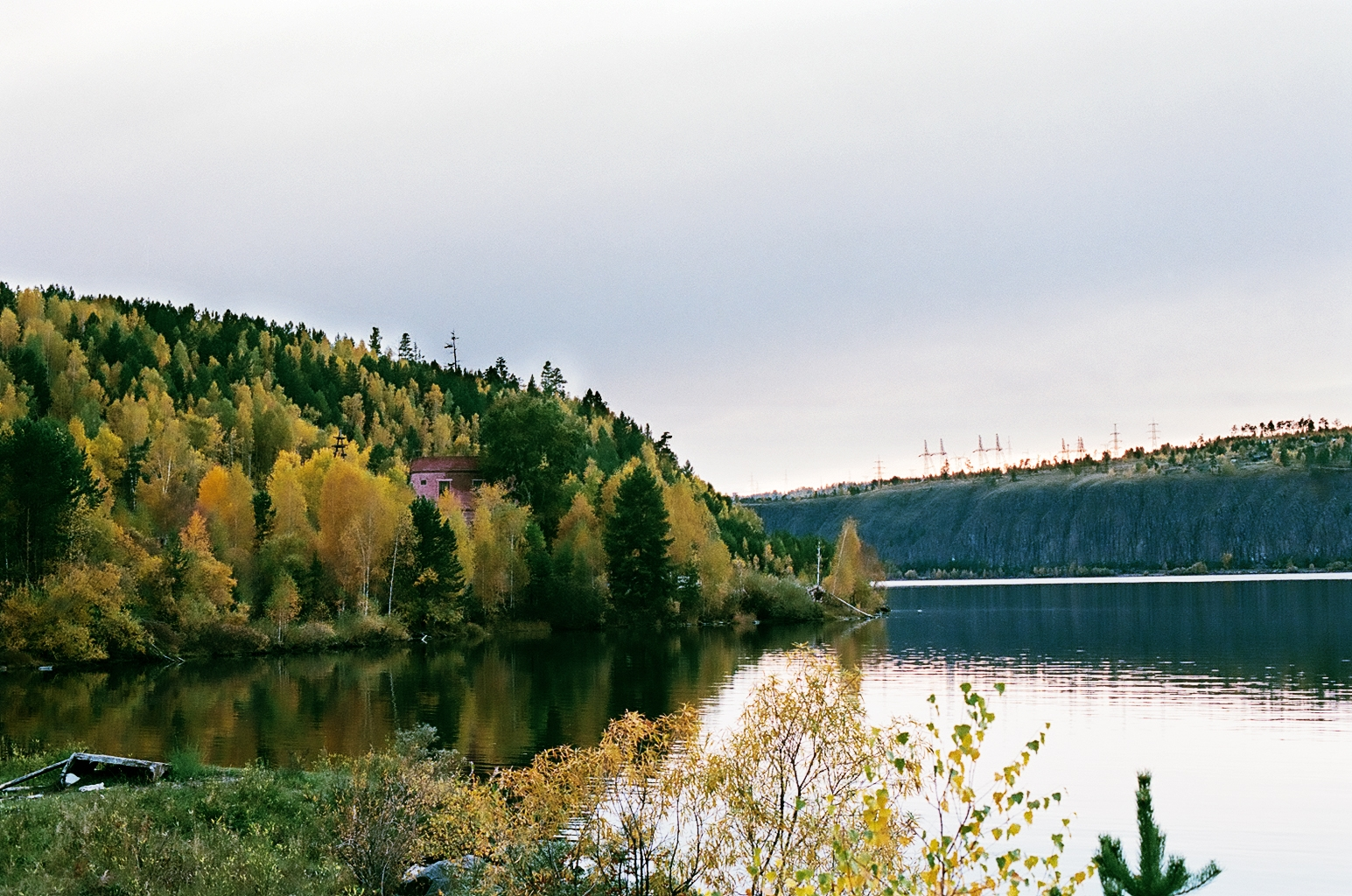
Ангара у Братську
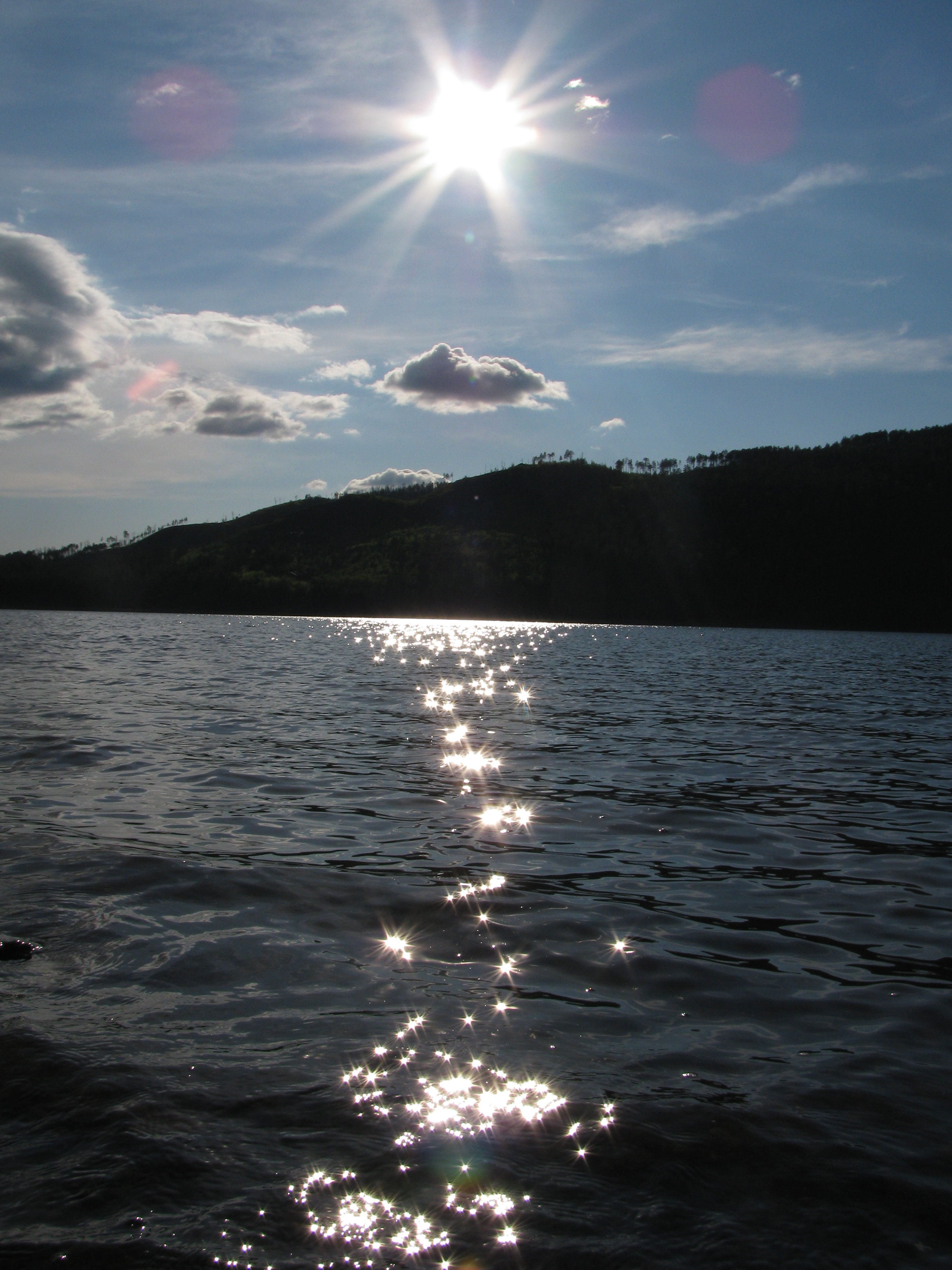
Ангара у Богучанському районі